# بند قرغه
قرغه، یک بند تفریحی در افغانستان است که در منطقه قرغه ولایت کابل موقعیت دارد. این تفرجگاه و مناطق اطراف آن دارای امکانات تفریحی مانند قایق‌رانی، موج سواری و گلف تست که هوتل آن از مهمانان پذیرایی می‌کند و در ساحل خود هم مکان ماهیگیری دارد. پلان‌های برای بهره‌برداری از آب‌های ذخیره این سد برای آبیاری و تولید برق روی دست گرفته شده‌است.

## موقعیت
این سد در ۱۵ کیلومتری غرب کابل قرار دارد و بر روی دریای پغمان ایجاد شده‌است.

## ویژگی‌ها

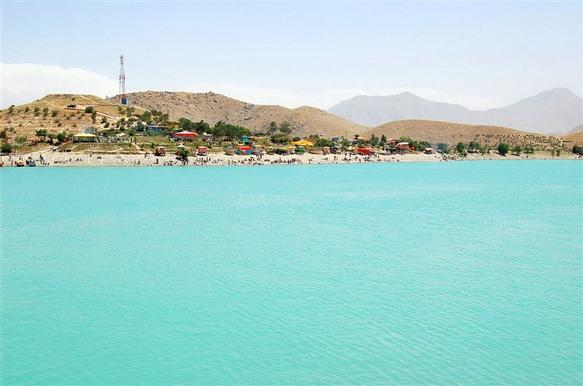
بند قرغه

این سد در ۱۹۳۳ میلادی ساخته شد. ارتفاع آن ۳۰ متر، طولش ۱٫۶۸ کیلومتر و عرض آن ۶۰۰ متر است. دریچه آبگیر آن که آسیب دیده بود دوباره ترمیم شده‌است. وسعت آب پشت این سد ۵۰۰۰ هکتار است. این سد به منظور یک تفرجگاه در سال‌های ۱۹۵۰ وقتی ساخته شد که محمد داود خان رئیس‌جمهور کشور بود. حالا اینجا یک مکان محبوب است، مخصوصاً در روزهای جمعه که تعدادی زیادی از مردم در آنجا به میله می‌روند. در جریان برنامه‌های هفت ساله کشور، پلان شد تا از آب‌های ذخیره این سد به‌عنوان آب آشامیدنی شهر کابل استفاده شود.
یک کانال آبیاری از این سد طرح شده تا ساخته شود، همچنان بررسی طرح مشابهی برای کانال کشی از این سد به بادام باغ کابل تکمیل شده‌است. این کانال برای آبیاری و توسعه باغداری ساخته می‌شود.
این سد برای ماهی قزل‌آلا و پرورشگاه آن در نزدیک سد، توسعه داده شده‌است. به‌عنوان یک تفرجگاه، جدا از هوتل شیک کنار دریاچه یی سپوژمی، یک دوره ۹ حفره یی گلف کمی دورتر از سد وجود دارد.
یک مرکز جدید آب‌شناسی از سال ۲۰۰۸ تاکنون برای طرح کردن توسعه منابع آب کشور در این سد ساخته شده‌است. این مرکز یک شبکه یی از ۱۷۴ مراکز آب‌شناسی و ۶۰ مراکز اندازه‌گیر مقدار برف و مراکز هواشناسی در کشور می‌باشد. این پروژه توسط سازمان غذا و کشاورزی ایالات متحده تمویل می‌گردد.
بهره‌برداری از آب‌های ذخیره موجود در این سد به‌عنوان بخشی از برنامه آینده برای منابع انرژی تجدیدپذیر، مورد مطالعه قرار گرفته‌است.
در ۲۲ جون ۲۰۱۲ یک حمله تروریستی از سوی طالبان در هوتل کنار این بند صورت گرفت، علت آن سو ظن بودن این هوتل بحیث مرکز فاحشگی و عیاشی در کابل بود. در این حمله ۲۰ نفر بشمول تروریستان و پرسونل امنیتی کشته شدند.

## پرورشگاه ماهی
این سد یک پرورشگاه ماهیان قزل آلا را تغذیه و ذخیره می‌کند. پرورشگاه نزدیک به سد بوده که آب را از آن می‌کشد و در سال ۱۹۷۶ ساخته شده‌است. در سال‌های ۱۹۷۰، وقتی این پرورشگاه ساخته شد که ۳۰۰۰۰ ماهی قزل آلا که در بند قرغه تولید و سپس آنجا ذخیره شد. هدف از ذخیره کردن ماهی‌ها در بند به‌عنوان ماهیگیری تفریحی تحت جواز بازی ماهی‌گیری بود. در ۱۹۸۷، تحت کمک سازمان غذا و کشاورزی ایالات متحده این پرورشگاه دوباره نوسازی شد، در سال‌های ۱۹۸۷ و ۱۹۸۹ ماشین‌های تولید تخم ماهی ترمیم شدند و جعبه‌های تخم آن برای راه اندازی دوباره تولید و نصب شد. در ۱۹۸۸، تخم‌ها را از دنمارک وارد می‌کردند. تخم‌ها در قفسه‌های شناور روی آب ذخیره می‌شدند، پس ماهی‌ها می‌توانستند با اندازه‌های قابل فروش رشد نمایند. در ۱۹۸۹، فارم‌های ماهی قادر به تولید ۱۰ تن ماهی قزل آلای رنگین کمان بودند. هرچند تولید آن در اثر حمله تروریستی ضربه دید.

## برنامه توسعه تولید برق
مهندسان ارتش ایالات متحده در تحقیقاتشان در شمال غربی کابل بهره‌برداری ذخیره آبی بند قرغه را برای تکنالوژی انرژی تجدید پذیر آزمایش کردند. آنها دو طرح را آزمایش کردند. طرح اول نشان می‌داد که با ۲۵ مترارتفاع تاج، بند قادر به تولید ۲۲۷۷۶۰ کیلووات برق در یک سال است. طرح دوم نشان می‌داد که با ارتفاع ۱۰۰ متری بند، قادر به تولید ۹۰۲۲۸۰ کیلووات برق در سال خواهد بود.

## مکان
سد بند قرغه در ۱۵ کیلومتری شهر کابل قرار دارد و بر روی رودخانهٔ پغمان ایجاد شده‌است.

## ویژگی‌ها
بند غرقه در سال ۱۹۳۳ میلادی ساخته شد. ارتفاع آن ۳۰ متر و طولش ۴۵۰ متر است. گستردگی آب پشت سد، ۵٬۰۰۰ هکتار است.